# Sever (Moimenta da Beira)
Sever é uma povoação portuguesa sede da Freguesia de Sever do Município de Moimenta da Beira, freguesia com 12,52 km² de área e 514 habitantes (censo de 2021), tendo, por isso, uma densidade populacional de 41,1 hab./km².
Foi vila e sede de concelho até ao início do século XIX. Este era constituído pelas freguesias de Sever e de Alvite. Tinha, em 1801, 1144 habitantes e 33 km².

## Demografia
A população registada nos censos foi:
| Distribuição da População por Grupos Etários | Distribuição da População por Grupos Etários | Distribuição da População por Grupos Etários | Distribuição da População por Grupos Etários | Distribuição da População por Grupos Etários |
| -------------------------------------------- | -------------------------------------------- | -------------------------------------------- | -------------------------------------------- | -------------------------------------------- |
| Ano                                          | 0-14 Anos                                    | 15-24 Anos                                   | 25-64 Anos                                   | > 65 Anos                                    |
| 2001                                         | 104                                          | 95                                           | 266                                          | 138                                          |
| 2011                                         | 62                                           | 61                                           | 253                                          | 160                                          |
| 2021                                         | 50                                           | 45                                           | 230                                          | 189                                          |

## Património
- Pelourinho de Sever